# Кермен-Кая
Кермен-Кая (крим. Kermen Qaya) — руїни середньовічного замку XIII—XIV століття. Розташовані на горі Кермен, північному відрогу хребта Басман.

## Опис

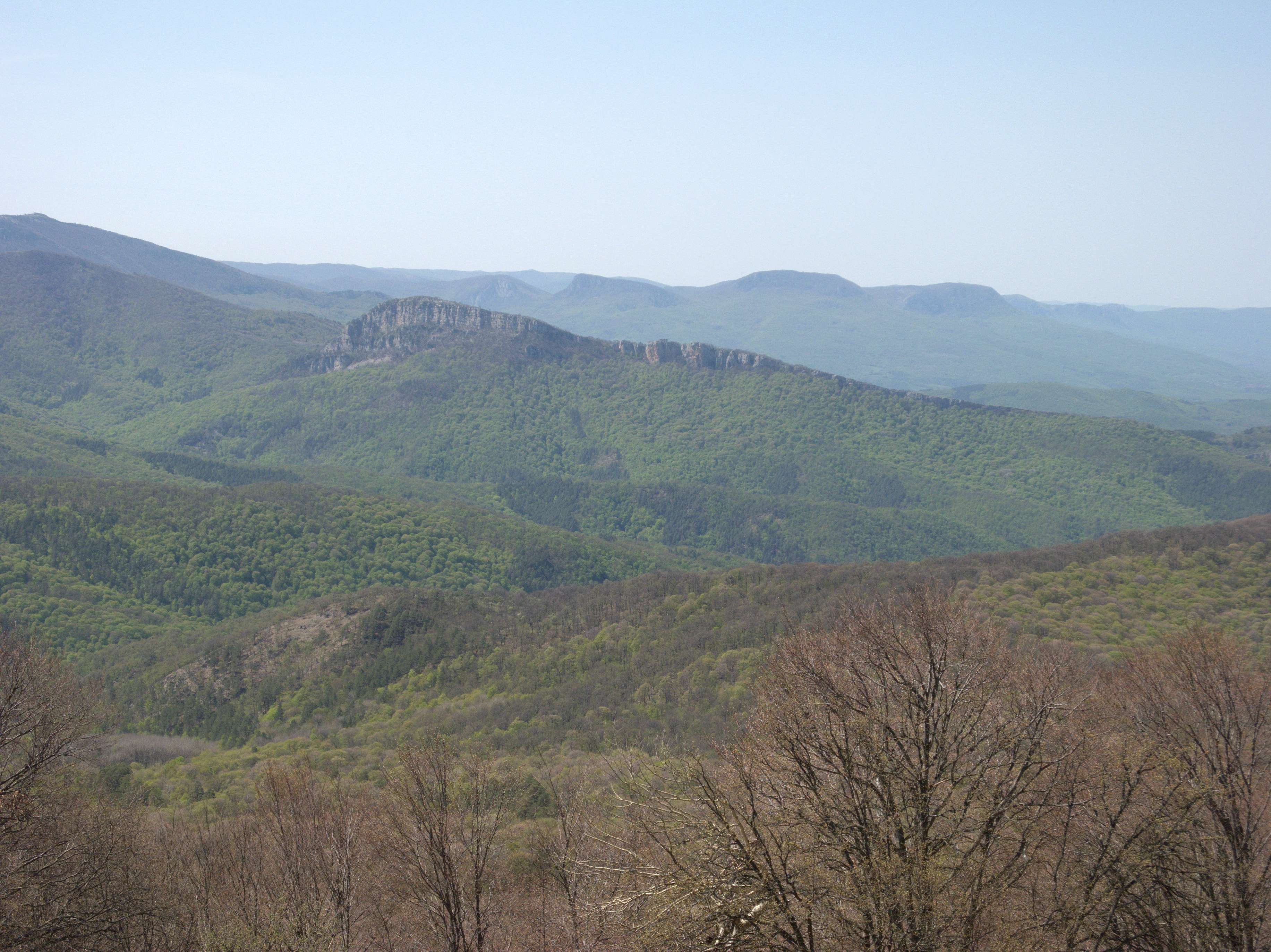
Хребет Басман, вершина Кермен (дослівно Фортеця) у правій частині

Пам'ятка знаходиться на вершині скелі, до якої із заходу підходить дорога. Стіна, складена з бута на вапняному розчині, огороджує фортечний майданчик розміром 85 на 30 м, стіни, товщиною 1,5-1,7 м, мають вигляд сильно зруйнованого валу. На стику західної та південної куртин знаходилася в'їзна вежа (розміри 6 на 8 м, ширина в'їзних воріт 2,7 м), західна ділянка стіни завдовжки 13 м, південна, яка замикає прямокутна вежа розміром 6,2 на 6,3 м — 68 м. Усередині укріплення є сліди окремих будівель, що примикали до фортечних стін. Біля східного урвища знаходяться руїни невеликої церкви, на відстані 50 м на північний захід від укріплення, на пагорбі знаходиться могильник плитового типу. Археологічні розкопки на городищі не проводилися. Рішеннями Кримського облвиконкому № 595 від 15 вересня 1969 року та № 186 від 15 січня 1980 року замок Кермен-Кая та могильник XIII—XIV століття оголошено історичною пам'яткою регіонального значення.

## Історія вивчення
Першим з істориків, хто описав Кермен-Кая, був Петро Кеппен. У праці 1837 року «Про давнину південного берега Криму та гір Таврійських» він зазначив:
|  | ...сліди ...укріплення, які нині відомі під назвою Кермен-Кая (фортеця-скеля). Вони знаходяться від Кууша на південний захід, за годину шляху вгору по Качі, до річки Донге... ...свідчать тільки про колишнє буття двох стін і двох веж. Стіни цього укріплення були покладені на вапні; їх нині вже зовсім немає, але помітні підстави і сліди веж, з яких одна знаходилася на краю прірви, а інша за 103-ох кроків від першої, при вході до фортеці, і лише за 23 кроки від іншого краю скелі... Тут (9 вересня 1833 р.) я бачив ошметки черепиці, або якої-небудь посудини червоної випаленої глини. |

Євгеній Веймарн вважав, що укріплення, серед інших на Головній гряді Кримських гір, засновані вихідцями з передгір'їв, що переселилися в безпечніші від кочівників місця. Про це він висловився у статті «Басманські печери в гірському Криму» 1963 року. Олег Домбровський відносив укріплення до XI—XII, а відкрите поселення, що виникло після нього, існувало до кінця XV століття. Кермен-Кая також згадано у книзі А. Л. Якобсона «Ранні середньовічні сільські поселення південно-західної Таврики».